# 位置エネルギー
位置エネルギー（いちエネルギー）またはポテンシャル・エネルギー（ポテンシャル・エナジー、英: potential energy）は、物体が「ある位置」にあることで物体に「蓄えられる」エネルギーのこと。主に物理教育においてエネルギーの概念を「高さ」や「ばねの伸び」などと結び付けて説明するために導入される用語である。
力との関係や数学的な詳細についてはポテンシャル（ポテンシャル・エネルギー）に回し、この項目では具体的な例を挙げて説明する。

## 性質
質点に働く力が位置エネルギーの微分係数として表されることから、運動方程式とそこから導入された公式を見る限りにおいては、位置エネルギーの始点と終点での値の差だけが物理的な意味を持つ。従って、適当な積分定数を位置エネルギーにあらかじめ加えておいても構わない。ただし、特殊相対性理論においては、電磁気学との整合性から、厳密には位置エネルギーの基準値の設定には注意が必要である。

## 例
例として、手でボールを持ち上げて、静かに離す時を考える。ボールは重力に従って下に落ちる。
ここで、このボールがもつエネルギーに着目する。ボールを持ち上げた時、そのボールは位置エネルギーを得たと考える。得たエネルギーの大きさは、ボールを持ち上げるのに必要としたエネルギーに等しい。そしてボールを支える手が離れた瞬間、位置エネルギーは運動エネルギーに変化し始める。運動エネルギーとは物体が動いているときに持つエネルギーである。ボールが落ちていくにつれて位置エネルギーは減少し、代わりに運動エネルギーが増えていく。位置エネルギー＋運動エネルギー、つまり物体が持つエネルギーの全てのことを力学的エネルギーという。

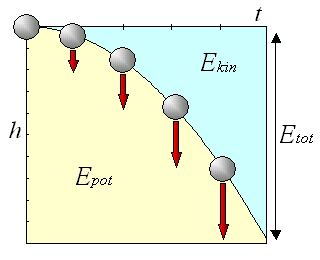
落下する物体のエネルギーの移り変わり

図は落下する物体のエネルギーの移り変わりを表している。h は物体のある高さ、t は時間、Epot は位置エネルギー、Ekin は運動エネルギー、Etot は力学的エネルギーである。物体の落下に伴って、位置エネルギー（黄色い部分）は減少し、運動エネルギー（青い部分）は増加する。
ここで重要なのはボールが落下している間、力学的エネルギーは常に一定で変わらないということである。物体が動くときには、エネルギーの種類は変わるがその総量は増えたり減ったりしない。この法則を力学的エネルギー保存則と呼ぶ。運動エネルギーをK、位置エネルギーをU、力学的エネルギーをEとすると、K＋U＝Eと表される。これはニュートン力学3法則から導くことができる。

## 重力による位置エネルギー
地表付近において、質量が m の物体が基準面から h だけ高い位置にあるとする。その物体が持つ位置エネルギーは、重力加速度を定数 -g とおくと
{\displaystyle \left\lbrace f=-mg\right\rbrace \longrightarrow U(h)=-\int _{0}^{h}(-mg)dr=mgh}
で表される。
上式は万有引力による位置エネルギーの地表付近での近似である。
万有引力の位置エネルギーUは、地球の質量を M、万有引力定数を G とすると、地球の中心から距離 r 離れた質量 m の物体について
{\displaystyle \left\lbrace f(r)=-G{\frac {Mm}{r^{2}}}\right\rbrace \longrightarrow U(r)=-\int \left(-G{\frac {Mm}{r^{2}}}\right)\,dr=-G{\frac {Mm}{r}}+C.}
ただし、位置エネルギーの基準点は（積分定数Cとして）任意に決められるが、通常は万有引力が零となる無限遠を基準とする。
今、地表から ｈ だけ高い質量 m の物体の位置エネルギーを考える。地球の中心から地表までの距離を R とすると、地球の中心から物体までの距離は R+h となる。前式に代入すると、
{\displaystyle U=-G{\frac {Mm}{R+h}}}
となる。地表を基準にするために、地表での位置エネルギーを引くと、
{\displaystyle E=-G{\frac {Mm}{R+h}}-\left(-G{\frac {Mm}{R}}\right)}　
第1項をテイラー展開し、2次以降の式は小さいので0と見なして省略すると
{\displaystyle E=-G{\frac {Mm}{R}}+G{\frac {Mm}{R^{2}}}h-\left(-G{\frac {Mm}{R}}\right)}
となり、第2項の　
{\displaystyle G{\frac {M}{R^{2}}}=G{\frac {Mm}{R^{2}}}{\frac {1}{m}}={\frac {F}{m}}={\frac {mg}{m}}} 　（Fは地表の物体にかかる力）
は地表付近の重力加速度 g だから置き換えると、
{\displaystyle \mathbf {} E=mgh}
となる。

### 位置水頭
流体の位置エネルギーを水柱の高さに置き換えたものを位置水頭という。水の位置エネルギーはベルヌーイの定理により、水力として利用される。

## 弾性力による位置エネルギー
ばねに繋がれているある物体が、基準となる位置（普通は自然長）から x だけずれた位置にあるとき、ばね定数を k として、物体が持つ位置エネルギー（弾性エネルギー)は
{\displaystyle \left\lbrace f(x)=-kx\right\rbrace \longrightarrow E=-\int _{0}^{x}\left(-kx\right)dx={\frac {1}{2}}kx^{2}}
で表される（フックの法則も参照）。ここで物体を自由にすると物体は単振動を始める。ただし、実際にはばねの伸びと力の大きさは正確に比例している訳ではないので、この式はあくまで x が比較的小さい場合にのみ成り立つ。

## 電気的な位置エネルギー
電荷の周りには静電ポテンシャル V が発生する。原点に電気量 q' の電荷を置いたとき、
{\displaystyle V=-\int _{\infty }^{r}{\frac {q'}{4\pi \epsilon _{0}r^{2}}}dr={\frac {1}{4\pi \epsilon _{0}}}{\frac {q'}{r}}}
となる。さらに原点から距離 r だけ離れた点に電気量 q の別の電荷を置くと、その電荷は次のような位置エネルギーを持つ。
{\displaystyle U=qV={\frac {1}{4\pi \epsilon _{0}}}{\frac {qq'}{r}}}
ここで{\displaystyle \epsilon _{0}}は真空の誘電率である。
この場合、基になった力がクーロン力と考えれば、試験電荷 {\displaystyle \mathbf {} q} を用いて
{\displaystyle \left\lbrace f(r)={\frac {qq'}{4\pi \epsilon _{0}r^{2}}}\right\rbrace \longrightarrow U=-\int _{\infty }^{r}{\frac {qq'}{4\pi \epsilon _{0}r^{2}}}dr={\frac {1}{4\pi \epsilon _{0}}}{\frac {qq'}{r}}}
とし、更に {\displaystyle V={\frac {U}{q}}} から静電ポテンシャルが導出される。
電荷の存在そのものに周囲を電気的に歪めて電場を形成し、電荷の変化による電場の変化が光速で伝わる事が分かっている。本来はクーロン力がこの電場から生じていると解釈し、この電場を介した作用を近接相互作用という。ここからより本源的なポテンシャルの考え方が生まれる。重力の場合も同様に場を形成している（重力場）。